# Argyphia varians
Argyphia varians är en fjärilsart som beskrevs av Charles Oberthür 1916. Argyphia varians ingår i släktet Argyphia och familjen nattflyn. Inga underarter finns listade i Catalogue of Life.